# کارنگتسه (شهرستان گرفیتسه)
کارنگتسه (به لهستانی:  Karnice) یک روستا در لهستان است که در گمینا کارنگتسه واقع شده‌است.
 کارنگتسه  ۶۹۰ نفر جمعیت دارد.